# Athrotaxis cupressoides
Athrotaxis cupressoides är en cypressväxtart som beskrevs av David Don. Athrotaxis cupressoides ingår i släktet Athrotaxis och familjen cypressväxter. Inga underarter finns listade i Catalogue of Life.

## Bildgalleri

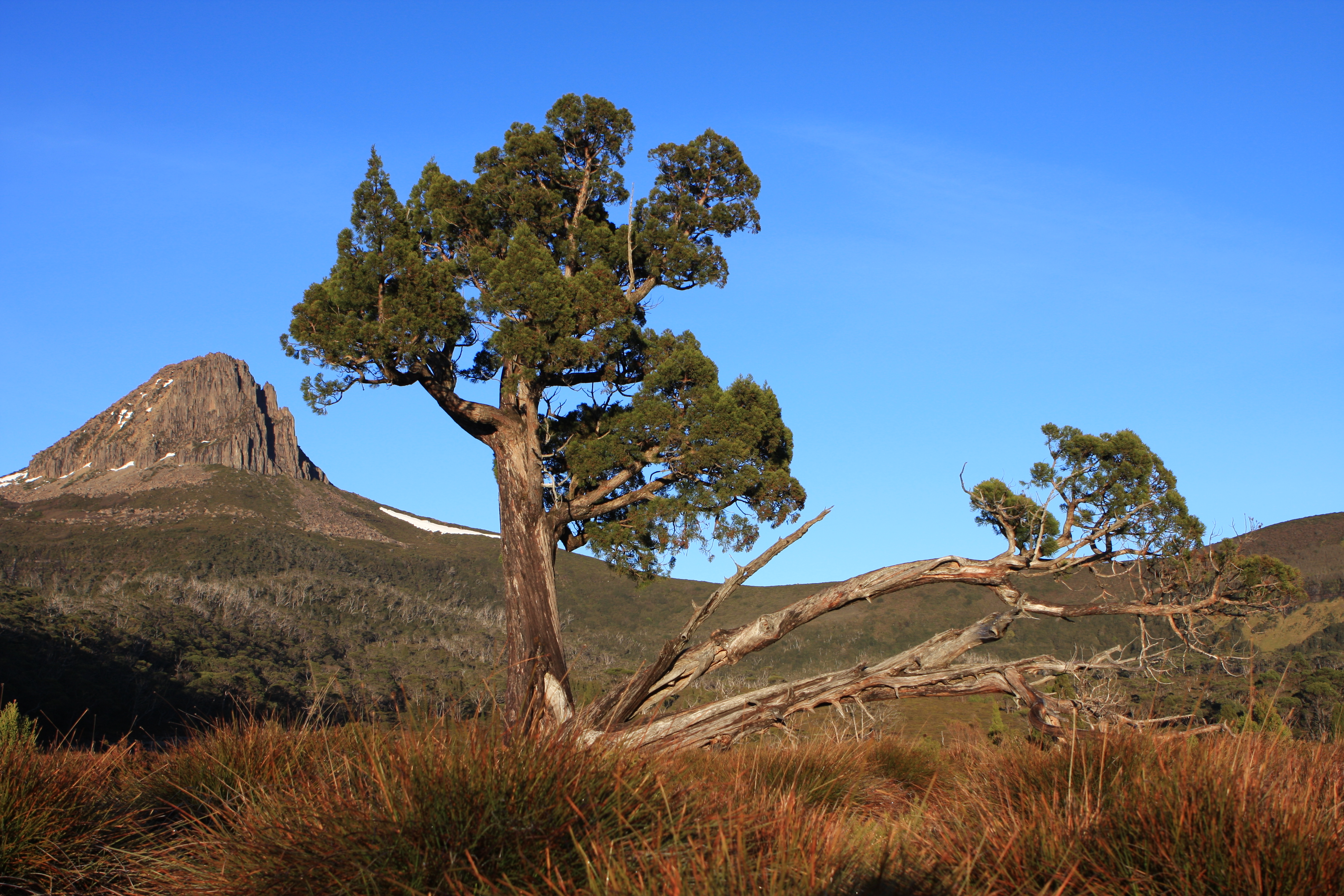
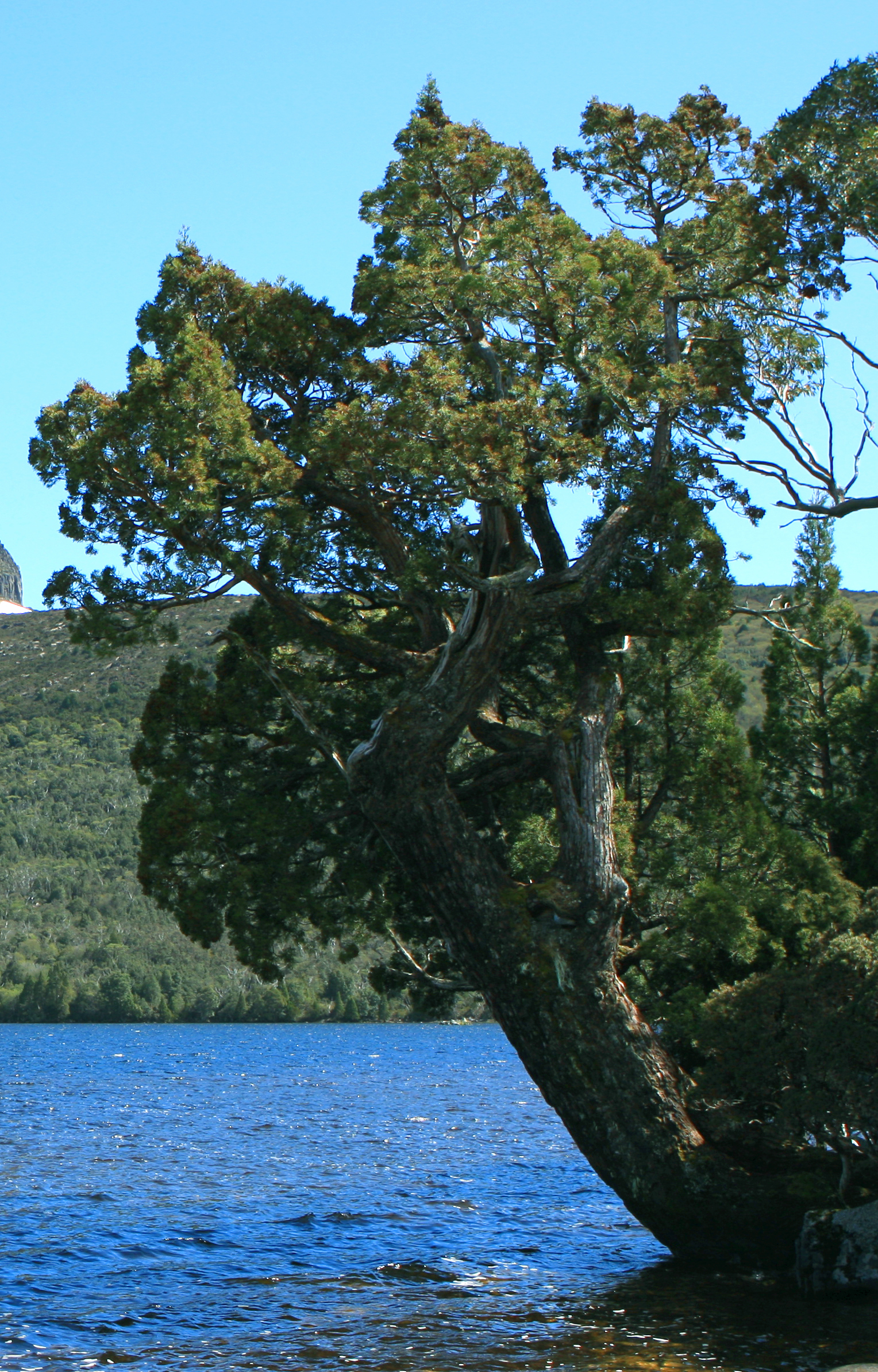
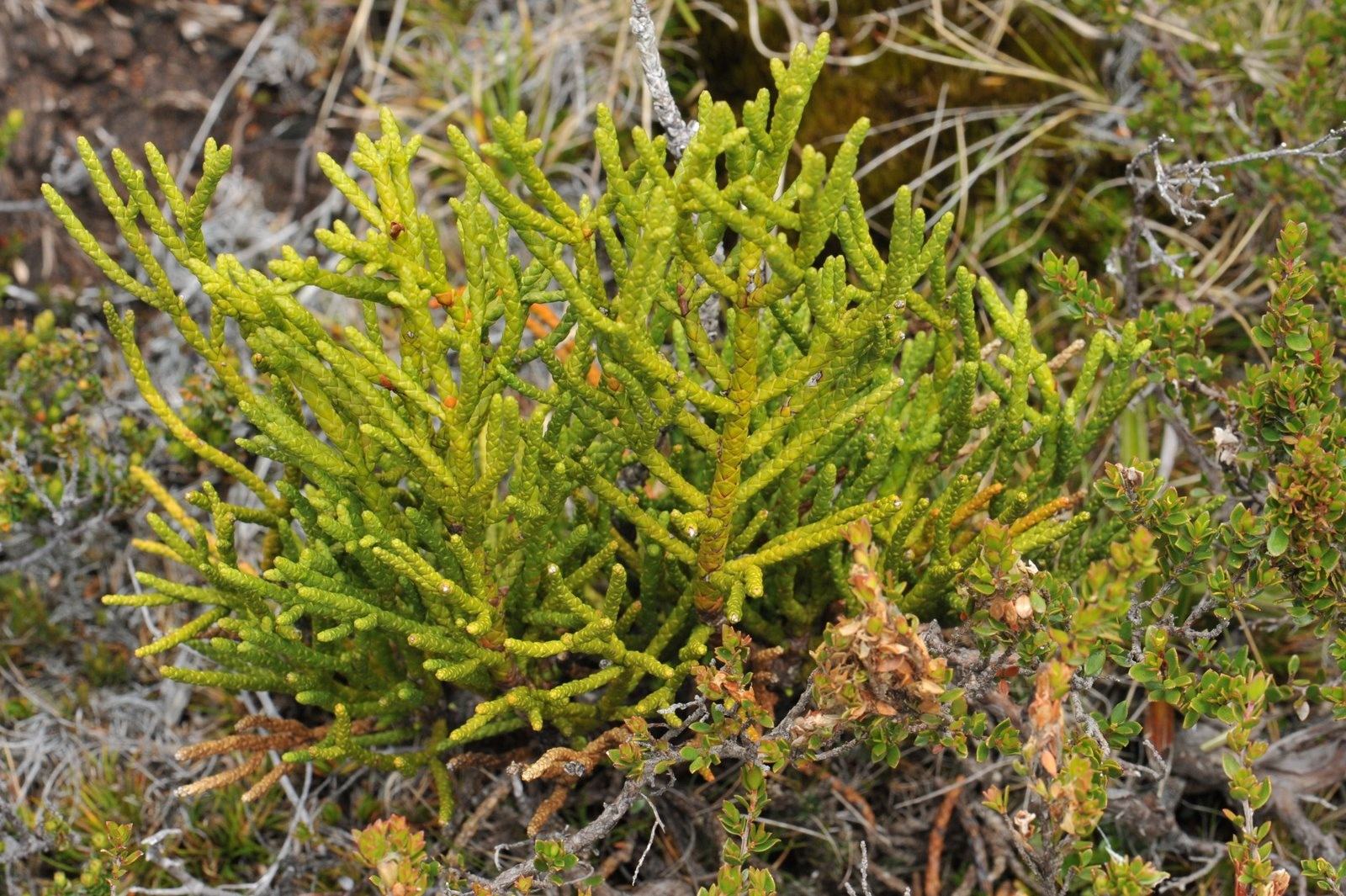
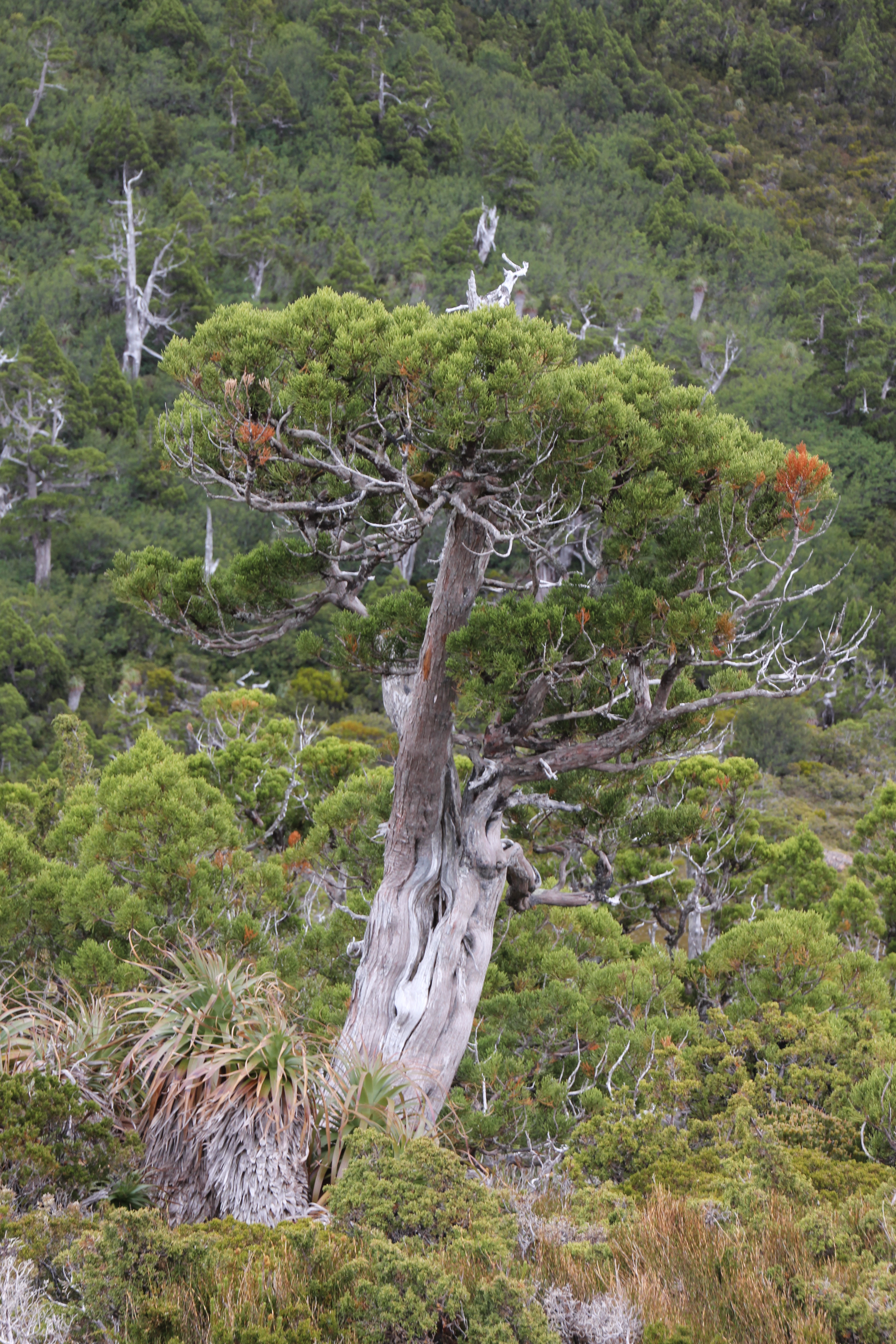
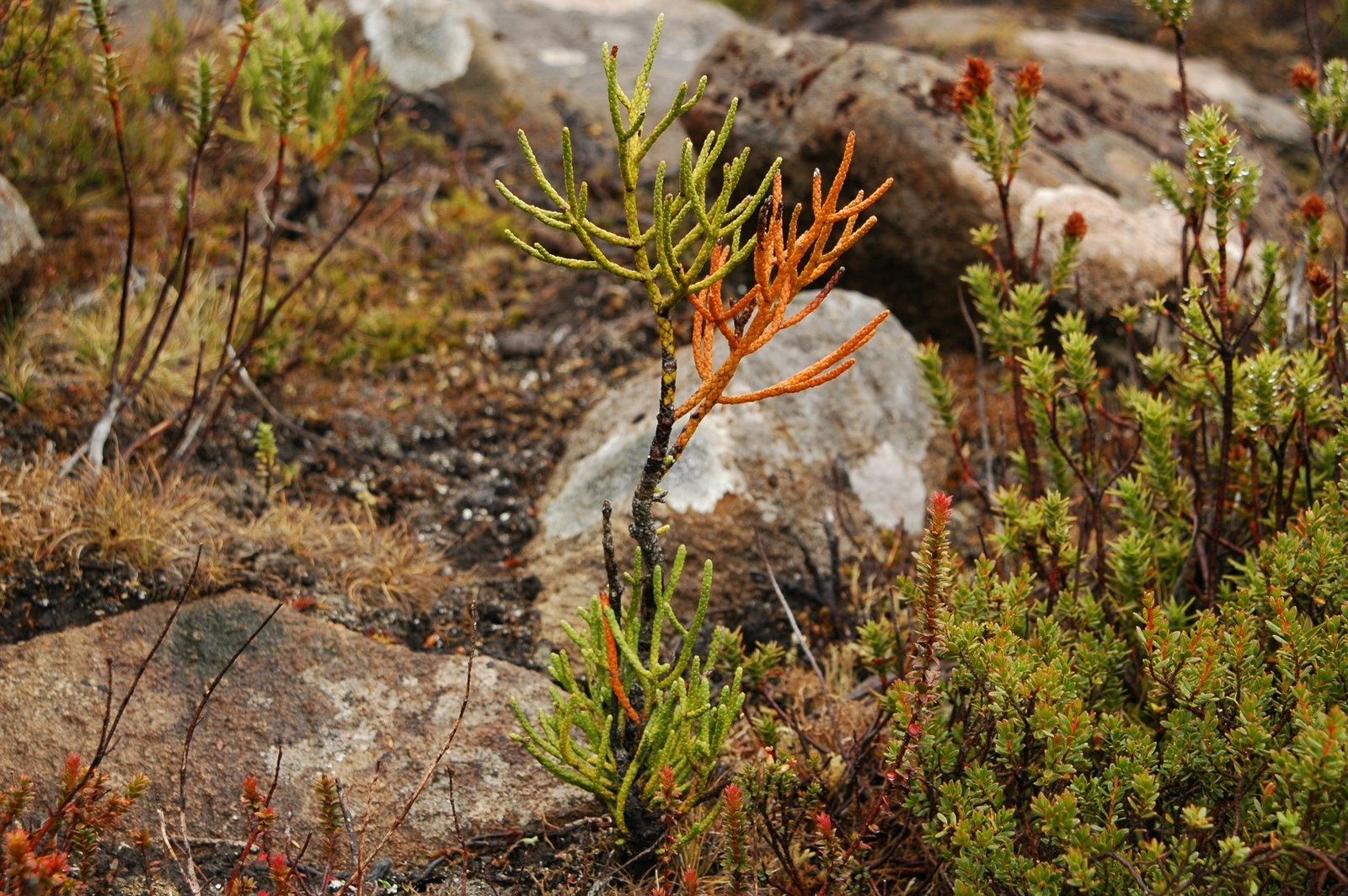